# Goedermes
Goedermes (Russisch: Гудермес, Goedermes, Tsjetsjeens: Гуьмсе, Goemse) is een Russische stad in de autonome republiek Tsjetsjenië in de Noordelijke Kaukasus. Het ligt aan de rivier de Goems (vroeger Goedermes genoemd; de oorsprong van de hydroniem ligt in het Turkse woord "koedermes") aan de noordeinde van de Goedermesrug en in het oosten van de Tsjetsjeense Vlakte op 36 kilometer ten oosten van Grozny en is het bestuurlijk centrum van het district Goedermeski.

## Geschiedenis
De plaats werd halverwege de 18e eeuw gesticht op de plaats van een oudere Tsjetsjeense nederzetting 'gumse'. De plaats kreeg de status van stad in 1941 en was een belangrijk handelscentrum van de Noordelijk Kaukasus. Later werd het een spoorwegknooppunt tussen Rostov aan de Don, Bakoe, Astrachan en Mozdok. De stad werd in de tijd van de Sovjet-Unie een industrieel centrum met onder andere fabrieken die medische instrumenten en postzegels produceerden, een biochemische fabriek, een conservenfabriek, een metselfabriek, bedrijven voor spoortransport en bouwbedrijven. Er werd en wordt op kleine schaal aardolie gewonnen in de buurt van de stad. Tijdens de Eerste Tsjetsjeense Oorlog raakte de stad zwaar beschadigd tijdens gevechten in december 1995, waarbij de meeste industriële bedrijven werden vernietigd. Tijdens de Tweede Tsjetsjeense republiek Itsjkerië was de stad in eerste instantie in handen van de Tsjetsjeense legercommandant Soelim Jamadajev (die zich later aansloot bij de Russen). In juni 1998 werd de stad aangevallen door maffiabaas en slavenhandelaar Arbi Barajev, die de olie-industrie in handen wilde hebben. Hij werd daarop de stad weer uitgejaagd door te hulp geschoten troepen van president Aslan Maschadov. Tijdens de Tweede Tsjetsjeense Oorlog, waarbij de stad verder beschadigd raakte, was het uitvoerend bestuur van de Tsjetsjeense staat hier vanaf november 1999 gevestigd, nadat de stad vrij snel na Grozny werd heroverd door het Russische Leger. Op 17 september 2001 lanceerden Tsjetsjeense rebellen echter een nieuwe aanval op de stad, nadat de regering eerder dat jaar was verplaatst.
De stad heeft wegverbindingen met Rostov aan de Don en Bakoe.